# Euphyia colombaria
Euphyia colombaria är en fjärilsart som beskrevs av Paul Dognin 1900. Euphyia colombaria ingår i släktet Euphyia och familjen mätare. Inga underarter finns listade i Catalogue of Life.